# アレクサンダー・ブブリク
アレクサンダー・スタニスラヴォヴィチ・ブブリク (Alexander Stanislavovich Bublik, ロシア語: Александр Станиславович Бублик, 1997年6月17日 - ) は、カザフスタンの男子プロテニス選手。ATPランキング自己最高位はシングルス17位、ダブルス47位。これまでにATPツアーでシングルス7勝を挙げている。身長196cm、体重82kg。右利き、バックハンド・ストロークは両手打ち。
ロシア出身で、現在はカザフスタン国籍で選手登録をしている。

## 選手経歴

### ジュニア時代
ロシアのガッチナで生まれる。4歳のときにテニスを始め、父親の指導を受ける。ITFジュニアサーキットではシングルス6勝、ダブルス5勝を挙げており、ジュニアでの最高ランキングは19位を記録していた。

### 2016年 プロ転向
2016年にロシアからカザフスタンへ国籍を変更し、同年にプロに転向。年始の世界ランキング964位から205位までランキングを大幅に上昇させた。

### 2017年 トップ100入り

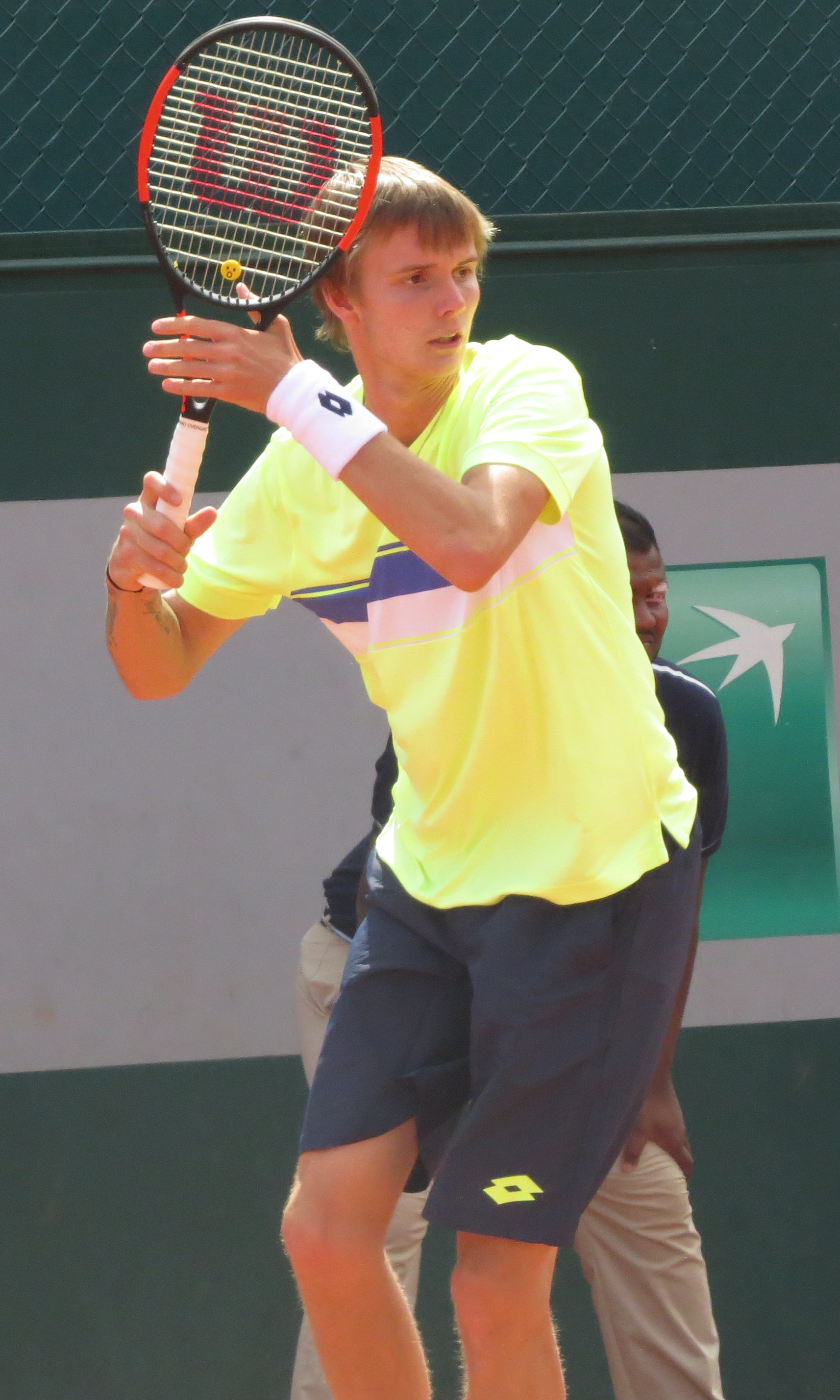
2017年全仏オープン予選でのアレクサンダー・ブブリク

全豪オープンで予選を通過してグランドスラム初出場を果たすと、1回戦で第16シードのリュカ・プイユを破り、グランドスラム初勝利を挙げた。2回戦ではマレク・ジャジリに敗れた。BNPパリバ・オープンでは予選でニコロズ・バシラシビリに敗れた。マイアミ・オープンでも予選敗退。全仏オープンでは予選決勝で敗退。ウィンブルドン選手権ではラッキールーザーとして本戦出場。1回戦では昨年度覇者・世界ランキング1位のアンディ・マリーにストレートで敗れた。全米オープンでは予選でキャメロン・ノリーに敗れた。クレムリン・カップでは予選を通過してベスト8入り。準々決勝ではリカルダス・ベランキスに敗れた。ATPチャレンジャーツアーを中心にツアーを巡り、チャレンジャー2勝を挙げた。世界ランキング100位圏内にも入り、95位を記録。年間最終ランキングは117位。

### 2018年 チャレンジャー3勝目

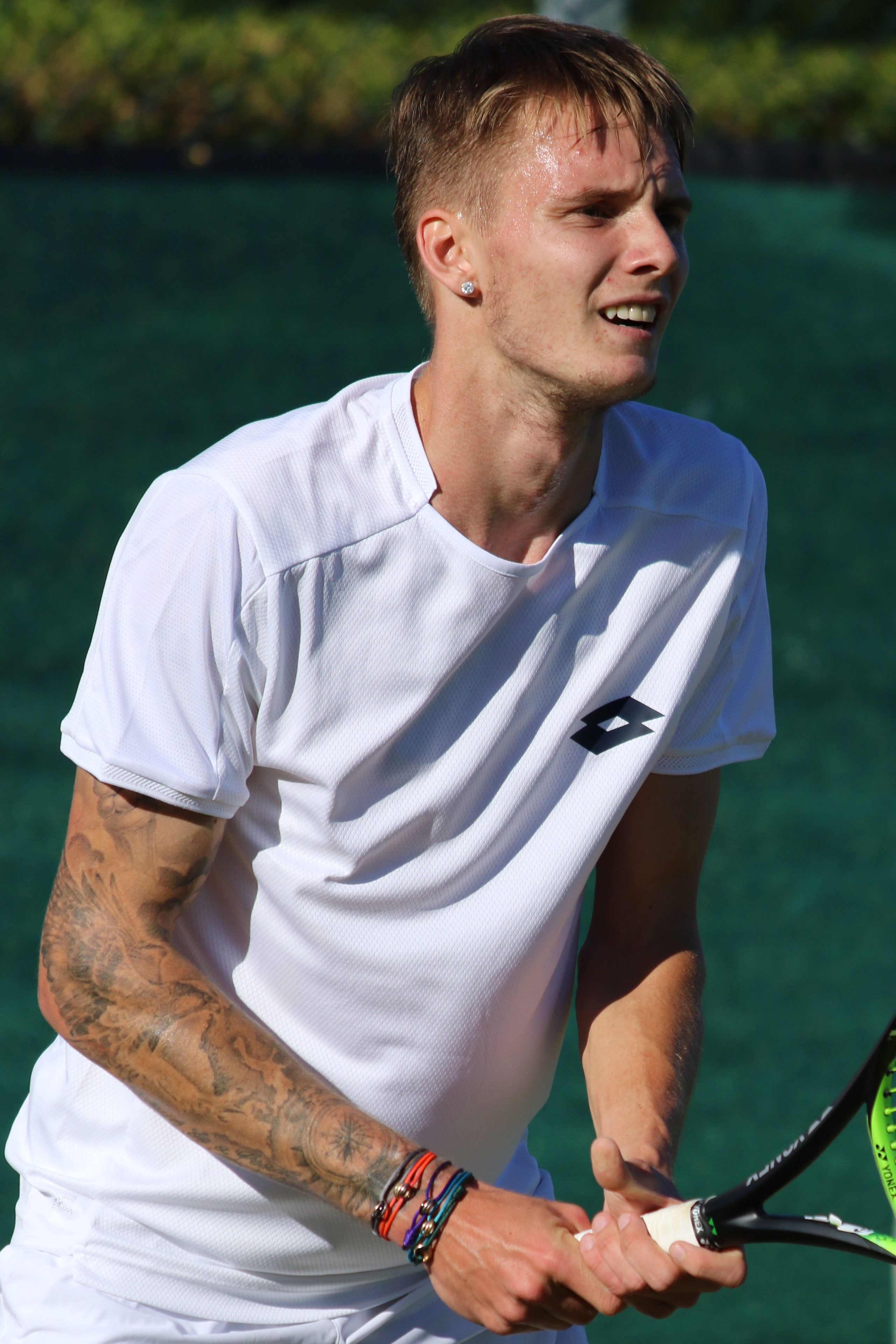
2018年ウィンブルドン選手権予選でのアレクサンダー・ブブリク

世界ランキングが200位台まで下降したが、シーズン終盤にブラチスラヴァで開催されたATPチャレンジャーツアーで優勝し、チャレンジャー3勝目を挙げた。年間最終ランキングは168位。

### 2019年 トップ50入り
全豪オープンでは予選敗退。ブダペストとポーで開催されたATPチャレンジャーツアーでそれぞれ優勝。マイアミ・オープンでは予選通過を果たすも、2回戦でニック・キリオスに敗れたが、その後モンテレイでのチャレンジャーで優勝し、今季チャレンジャー3勝目を挙げた。

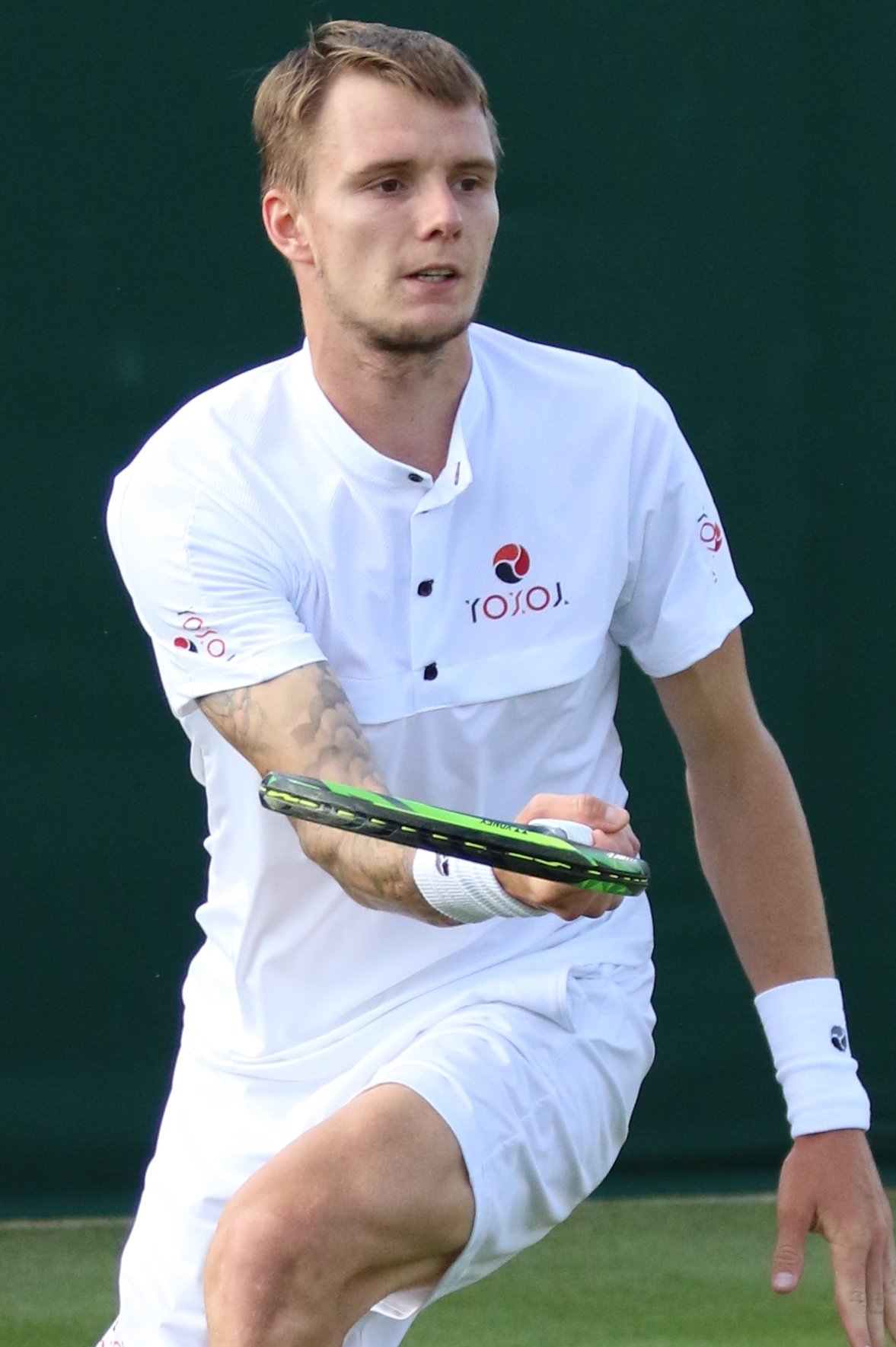
2019年ウィンブルドン選手権でのアレクサンダー・ブブリク

全仏オープンでは2回戦で前年準優勝者・第4シードのドミニク・ティームに1セットを奪う奮闘を見せるも敗退。ウィンブルドン選手権では初戦敗退。テニス殿堂オープンではATPツアー250で初の決勝進出。決勝でジョン・イスナーに敗れ、準優勝。全米オープンでは3回戦進出をする。さらに成都オープンでも決勝進出。決勝でパブロ・カレーニョ・ブスタに敗れ、準優勝。世界ランキング48位を更新し、トップ50入り。年間最終ランキングは56位。

### 2020年 全豪ダブルスベスト4
全豪オープンでは1回戦でジョーダン・トンプソンに敗れたが、ダブルスでは同国のミハイル・ククシュキンと組み、ベスト4進出。オープン13では準決勝まで進出して、ステファノス・チチパスに敗れた。ウエスタン・アンド・サザン・オープンでは1回戦でカレン・ハチャノフに敗れた。全米オープンでは1回戦でカイル・エドマンドに敗退。全仏オープンでは1回戦で世界ランク9位のガエル・モンフィスを破る金星を挙げたが、2回戦ではロレンツォ・ソネゴに敗れた。年間最終ランキングは50位。

### 2021年 全仏ダブルス準優勝
アンタルヤ・オープンでは準決勝で世界ランキング10位のマッテオ・ベレッティーニをストレートで破り、キャリア2回目の対トップ10選手勝利を挙げ、3度目のツアー決勝進出。アレックス・デミノーとの決勝では怪我にで途中棄権したことで準優勝。全豪オープンでは2回戦でドゥシャン・ラヨビッチに敗れた。シンガポール・テニス・オープンでは4度目のツアー決勝に進出。決勝ではアレクセイ・ポピリンに敗れ、準優勝。
マイアミ・オープンでは準々決勝まで進出。準々決勝ではヤニック・シナーに敗れた。モンテカルロ・マスターズではジェレミー・シャルディーに初戦敗退。マドリード・オープンでは準々決勝でキャスパー・ルードに敗れた。BNLイタリア国際ではマリン・チリッチに初戦敗退。
全仏オープンでは1回戦で第2シードのダニール・メドベージェフにストレートで敗れたが、同大会のダブルスでは同胞のアンドレイ・ゴルベフと組み、グランドスラム初の決勝進出。決勝ではフランスのニコラ・マユ/ピエール＝ユーグ・エルベール組に敗れ、準優勝。6月14日にダブルスで自己最高ランキング49位を更新。ウィンブルドン選手権3回戦ではフベルト・フルカチュに敗退。
ナショナル・バンク・オープンでは2回戦でダニール・メドベージェフに、ウエスタン・アンド・サザン・オープンでは2回戦でグリゴール・ディミトロフに敗れた。全米オープンでは2回戦でジャック・ソックに敗れた。パリ・マスターズではキャスパー・ルードに敗れて、2回戦敗退。
デビスカップ2020ではベスト8入り。準々決勝ではデビスカップセルビア代表に敗退。年間最終ランキングは35位。

### 2022年 ツアー初優勝
全豪オープンでは2回戦で第17シードのガエル・モンフィスに1-6, 0-6, 4-6のストレートで完敗したが、2月の南フランス・オープンでアレクサンダー・ズベレフを6-4, 6-3のストレートで破り、ツアー初優勝を果たした。
BNPパリバ・オープンでは1回戦で元世界ランキング1位のアンディ・マリーを破るも、2回戦でグリゴール・ディミトロフに敗退。マイアミ・オープンではキャスパー・ルードに2回戦敗退。

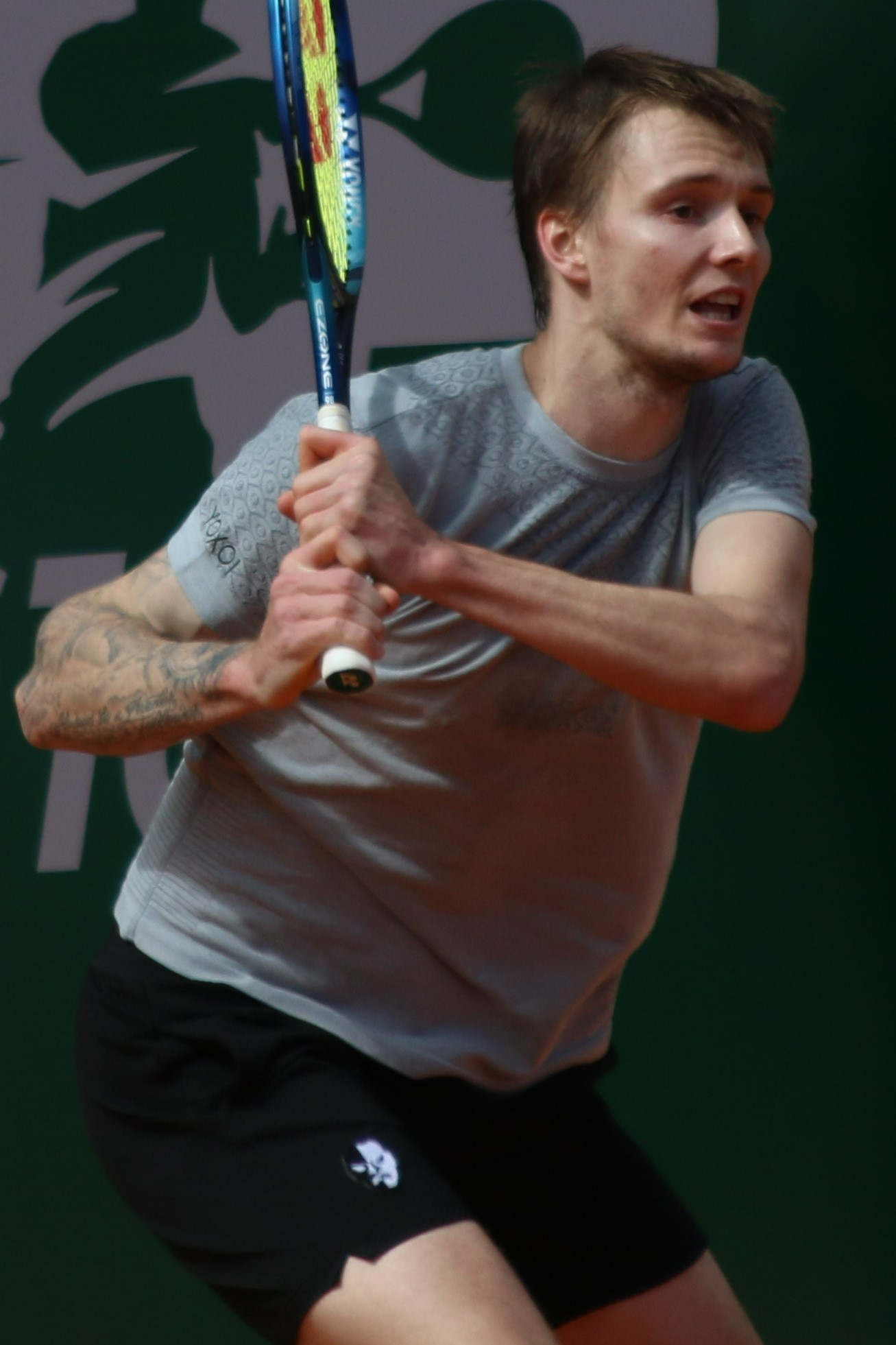
2022年モンテカルロ・マスターズでのアレクサンダー・ブブリク

モンテカルロ・マスターズではパブロ・カレーニョ・ブスタに2回戦敗退。マドリード・オープンではミオミル・キツマノビッチに初戦敗退。ローマ・マスターズではマルコス・ギロンに初戦敗退。全仏オープンでは2回戦で第28シードのキツマノビッチに6-4, 5-7, 2-6, 1-6で敗れた。ウィンブルドン選手権では3回戦で第23シードのフランシス・ティアフォーに敗れた。
テニス殿堂選手権では決勝でマキシム・クレッシーに敗れ、準優勝。ナショナル・バンク・オープンではジェンソン・ブルックスビーに初戦敗退。全米オープンでは2回戦で第12シードのカレーニョ・ブスタに6-4, 4-6, 3-6, 6-7(5)に敗退するも、モゼール・オープンでは決勝でロレンツォ・ソネゴに6-7(3), 2-6で敗れ、今季2度の準優勝。パリ・マスターズではミカエル・イマーに初戦敗退。年間最終ランキングは37位。

### 2023年 ツアー3勝目 トップ25入り
1月、全豪オープンでは1回戦で第30シードのアレハンドロ・ダビドビッチ・フォキナに0-6, 7-6(3), 6-3, 4-6, 3-6のフルセットの末に敗れた。
2月、デビスカップ予選に出場。チリのニコラス・ジャリーに2-6, 2-6で、クリスチャン・ガリンに4-6, 6-3, 3-6で敗れた。翌週行われた南フランス・オープンではグレゴワール・バレール
に4-6, 7-6(12), 6-7(3)で初戦敗退。
3月、BNPパリバ・オープンでは吳東霖に4-6, 4-6のストレートで初戦敗退。フェニックス・チャレンジャーではベスト8進出。準々決勝ではヤン＝レナード・ストルフに4-6, 6-3, 4-6で敗れた。マイアミ・オープンではジェフリー ジョン・ウルフに5-7, 3-6のストレートで初戦敗退。
4月、モンテカルロ・マスターズではアレクサンダー・ズベレフに6-3, 2-6, 4-6の逆転で初戦敗退。バルセロナ・オープンではエーミル・ルースヴオリに0-6, 3-6のストレートで初戦敗退。マドリード・オープンではホルガ・ルーネに1-6, 6-4, 6-7で2回戦敗退。
5月、BNLイタリア国際では2回戦でベン・シェルトンを6-4, 1-6, 6-1の破るも、3回戦ではキャスパー・ルードに6-1, 4-6, 6-7の逆転で敗れた。全仏オープンではジュリオ・ゼッピエリに0-6, 6-4, 6-4, 3-6, 5-7のフルセットで初戦敗退となった。
6月、ハレ・オープンでは2回戦でヤン＝レナード・ストルフを6-3, 6-7(4), 6-3、準々決勝でヤニック・シナーを7-5, 2-0(不戦勝)、準決勝でアレクサンダー・ズベレフを6-3, 7-5で下して、決勝でアンドレイ・ルブレフを6-3, 3-6, 6-3で破り、ATPツアー500初制覇を飾るとともに、1年4ヶ月ぶりのツアータイトル優勝、ツアー2勝目を挙げた。さらに大会後には世界ランク27位を更新して、トップ30入りを果たした。
7月、ウィンブルドン選手権では第23シードとして出場。1回戦でマッケンジー・マクドナルドを6-7, 6-4, 6-4, 6-4、2回戦でウルフを6-3, 7-6, 6-0、3回戦でマクシミリアン・マーテラーを6-4, 6-1, 7-6でそれぞれ下して、初の4回戦まで進出した。4回戦では第7シードのアンドレイ・ルブレフに5-7, 3-6, 7-6(6), 7-6(5), 4-6のフルセットの熱戦の末に敗れた。また、この試合において勝負のファイナルセットではルブレフのサービング・フォー・ザ・マッチとなった第10ゲーム、ブブリクもなんとか追いつこうと食らいつくが、30-15で迎えた4ポイント目でブブリクのウィナーを狙ったショットをルブレフがダイビングをしながら返球しポイントを決めるスーパーショットを見せ、「二度と打てない」と語ったスーパーショットを放った。これにブブリクは茫然と立ち尽くし頭を抱え、3時間17分のフルセットの熱い激戦の末に敗れ、ベスト8進出を逃した。

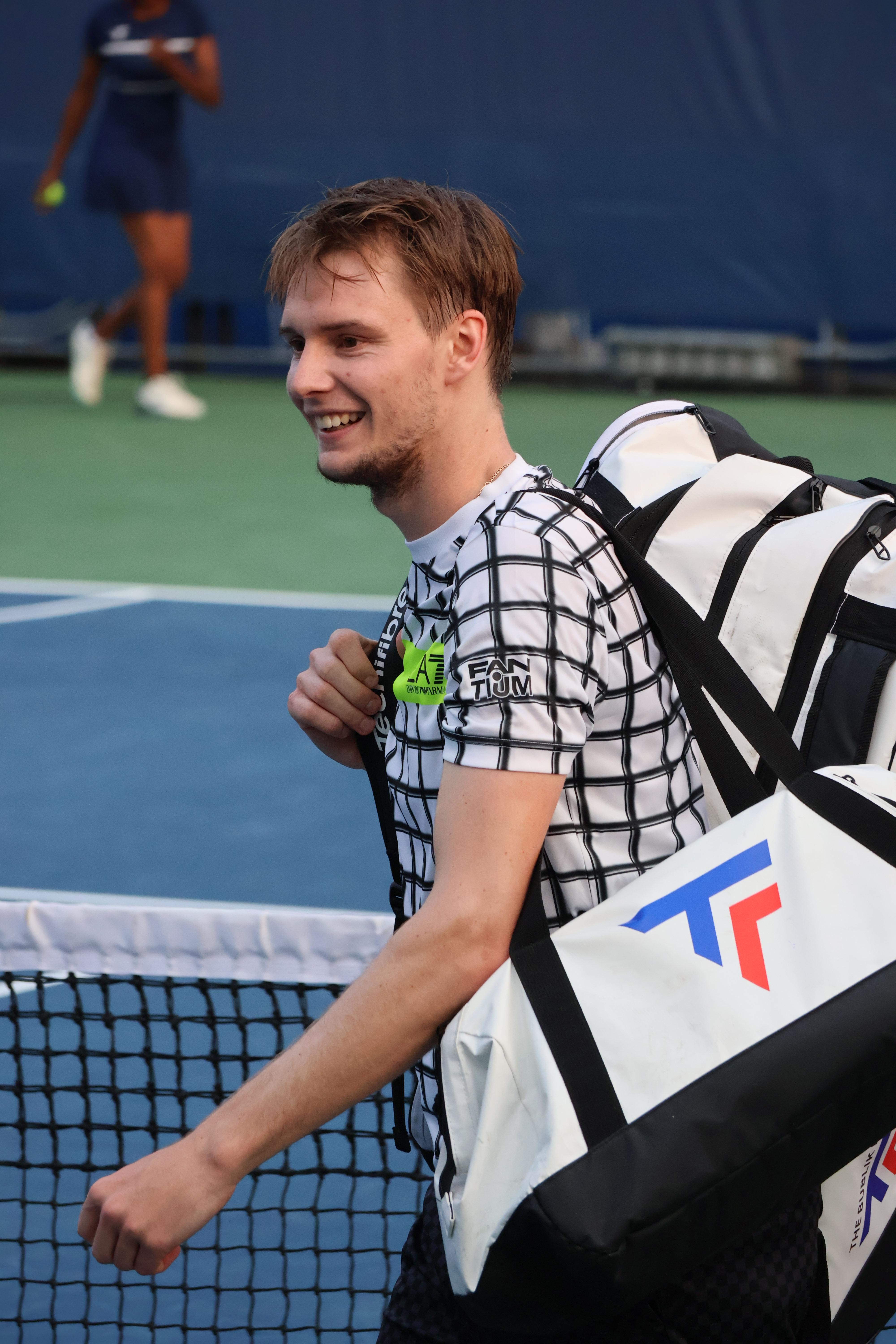
2023年ムバダラ・シティDCオープンでのアレクサンダー・ブブリク

8月、全米オープンでは第25シードとして出場するも、ドミニク・ティームに3-6, 2-6, 4-6のストレートで初戦敗退。
10月、ヨーロピアン・オープンでは決勝でアルトゥール・フィスを6-4, 6-4のストレートで破り、ツアー3勝目を挙げた。続くスイス・インドアではキャスパー・ルードに6-7(5), 2-6で初戦敗退。
11月、パリ・マスターズでは初の3回戦でグリゴール・ディミトロフに2-6, 2-6のストレートで敗れた。年間最終ランキングは32位。

### 2024年 ツアー4勝目 トップ20入り
全豪オープンではスミット・ナガルに4-6, 2-6, 6-7(5)のストレートで初戦敗退するも、2月のモンペリエでは決勝でボルナ・コリッチに5-7, 6-2, 6-3の逆転で下して、史上初となる全試合逆転勝利でのツアー優勝を果たすとともに、ツアー4勝目を挙げた。3月のドバイ・テニス選手権決勝ではウゴ・アンベールに4-6, 3-6のストレートで敗れたものの、準優勝を飾った。マドリード・オープンでは4回戦進出するも、4回戦でダニール・メドベージェフに6-7(3), 4-6のストレートで敗れたが、5月6日には自己最高世界ランキング17位を更新し、トップ20入りを果たした。BNLイタリア国際ではヌーノ・ボルヘスに4-6, 4-6のストレートで初戦敗退となるも、ベン・シェルトンと組んだダブルスではATPマスターズ1000初のベスト4進出を果たした。全仏オープンでは第19シードとして出場。1回戦で グレゴワール・バレールを6-4, 7-5, 6-3のストレートで破り、初戦突破をするも、ヤン＝レナード・ストルフに2-6, 2-6, 3-6のストレートで2回戦敗退となった。ウィンブルドン選手権では第23シードとして出場。1回戦ではヤクプ・メンシークを4-6, 6-7(2), 6-4, 6-4, 6-2の2セットダウンからの逆転により、初戦突破をする。2回戦ではアルトゥール・カゾーを6-4, 7-6(1), 6-4のストレートで破り、3回戦進出するも、第12シードのトミー・ポール (テニス選手)に3-6, 4-6, 2-6のストレートで敗れた。全米オープンでは第27シードとして出場するも、商竣程に4-6, 6-3, 7-5, 3-6, 4-6のフルセットの末に初戦敗退となった。年間最終ランキングは33位。

### 2025年 全仏ベスト8 ツアー7勝目
1月、アデレード国際ではミオミル・キツマノビッチに4-6, 2-6のストレートで敗れ、初戦敗退となった。全豪オープンでは第31シードのフランシスコ・セルンドロに6-7(1), 3-6, 2-6のストレートで敗れて初戦敗退となった。
2月、南フランス・オープンではベスト8進出。準々決勝ではアレクサンダル・コバチェビッチに3-6, 2-6のストレートで敗れた。ABNアムロ・オープンではヤクプ・メンシークに4-6, 4-6のストレートで初戦敗退となった。オープン13では2回戦で地元のウゴ・アンベールに6-7(7), 4-6のストレートで敗れた。カタール・エクソンモービル・オープンではアンドレイ・ルブレフに3-6, 4-6のストレートで初戦敗退。さらにドバイ・テニス選手権ではフェリックス・オジェ＝アリアシムに6-7(7), 7-6(4), 3-6の激戦の末に初戦敗退が続いた。
3月、BNPパリバ・オープンでは綿貫陽介に3-6, 6-3, 3-6で初戦敗退となった。2025年アリゾナ・テニス・クラシック では決勝でジョアン・フォンセカに6-7(5), 6-7(0)の熱戦の末に敗れ、準優勝を飾った。マイアミ・オープンでは2回戦でトミー・ポール (テニス選手)に7-5, 5-7, 4-6の逆転で敗れた。
4月、モンテカルロ・マスターズではドゥシャン・ラヨビッチに2-6, 7-6(5), 0-6で敗れ、予選敗退となった。マドリード・オープンでは1回戦でアレックス・ミケルセンを7-6(2), 7-6(4)、2回戦でアレクセイ・ポピリンを6-4, 7-6(4)、3回戦でアンドレイ・ルブレフを6-4, 0-6, 6-4で破り、ベスト16入り。4回戦ではメンシークに3-6, 2-6のストレートで敗れた。
5月、BNLイタリア国際ではキャスパー・ルードに4-6, 6-4, 3-6で2回戦敗退。2025年トリノ・チャレンジャーでは決勝でブ・ユンチャオケテを6-3, 6-3のストレートで破り、優勝を果たした。
6月、ノーシードとして迎えた全仏オープンでは2回戦で第9シードのアレックス・デミノーを2-6, 2-6, 6-4, 6-3, 6-2の2セットダウンの逆転で破り、フルセットの末に勝利。さらに4回戦では第5シードのジャック・ドレイパーを7-5, 3-6, 2-6, 4-6の逆転で破り、グランドスラム初のベスト8進出を果たした。準々決勝では第1シードのヤニック・シナーに1-6, 5-7, 0-6のストレートで敗れるも、芝シーズンに突入した直後のテラ・ヴォートマン・オープン2回戦ではシナーを3-6, 6-3, 6-4の逆転で下し、2年ぶり2度目のベスト8進出を果たした。試合後に「今回の試合は特別なもの」「大きな成果」とコメントした。世界1位にリベンジを果たした後も快進撃を見せ、準々決勝ではトマーシュ・マハーチを7-6(2), 6-3、準決勝ではカレン・ハチャノフを4-6, 7-6(5), 6-4の接戦を逆転勝ちして、決勝進出。決勝ではダニール・メドベージェフを6-3, 7-3(4)のストレートで破り、2年ぶり2度目の優勝を飾るとともに、約1年4ヵ月ぶりのタイトルとなり、ツアー5勝目を挙げた。ブブリクは試合後「引退しようと思っていた。言葉にするのが難しい。昨年のウィンブルドンから今年の夏まで、本当に辛い数ヵ月だった。（ウィンブルドン後、今年3月途中までマッチ4勝17敗）（昨年の）ウィンブルドンの後、もう楽しめなくなっていたから引退しようと思っていた。精神面で言えば、人生で一番厳しい試合だった」と明かした。
7月、ウィンブルドン選手権では第28シードとして出場するも、ハウメ・ムナルに4-6, 6-3, 6-4, 6-7(5), 2-6のフルセットの末に初戦敗退となった。しかし、スイス・オープン・グシュタードではストレートで勝ち上がり、クレーコートのツアー大会で初の決勝進出を果たし、優勝に王手をかけた。決勝ではフアン・マヌエル・セルンドロを6-4, 4-6, 6-3の激闘を制して、クレーコートのツアー大会で初優勝を飾り、ツアー6勝目を挙げた。表彰式では「これはテニスじゃなかった。完全な拷問だったよ」と冗談交じりに語った。続くゼネラリ・オープンでは準決勝で世界ランキング110位かつ同胞のアレクサンダー・シェフチェンコを6-4, 6-2のストレートで下し、初のベスト4進出を果たした。この試合は第2セット中盤に雨のため中断を挟んだが、その間に両選手はラウンジでともに食事をしていたことが明かされた。準決勝ではボーティック・ファン・デ・ザンスフルプを6-3, 6-4のストレートで下して決勝進出を果たすとともに、7度目のツアータイトル獲得へ王手をかけた。ブブリクはマッチ7連勝とし好調を維持し、決勝ではアルトゥール・カゾーを6-4, 6-3のストレートで下し、2週連続の優勝を飾り、ツアー7勝目を挙げた。

## プレースタイル
身長196cmから繰り出される強力なサーブとコート上での予測不可能で気まぐれなプレースタイルが特徴である。アンダーサーブやドロップショットを多用し、時折トリックショットも加える傾向があり、しばしば対戦相手の不意を突く魅せるプレーをする。そのプレースタイルは型破りなプレーをすることが多いニック・キリオスのプレースタイルと類似している。また、試合に負けるとラケット破壊も目立ち、20秒間に3本もラケットを破壊したこともある。

## ATPツアー決勝進出結果

### シングルス: 14回 (7勝7敗)
| 大会グレード                    |
| グランドスラム (0–0)            |
| ATPファイナルズ (0–0)           |
| ATPツアー・マスターズ1000 (0–0) |
| ATPツアー500 (2–1)              |
| ATPツアー250 (5–6)              |

| サーフェス別タイトル |
| ハード (3–5)         |
| クレー (2–0)         |
| 芝 (2–2)             |

| 結果   | No. | 決勝日         | 大会           | サーフェス    | 対戦相手                     | スコア                  |
| ------ | --- | -------------- | -------------- | ------------- | ---------------------------- | ----------------------- |
| 準優勝 | 1.  | 2019年7月21日  | ニューポート   | 芝            | ジョン・イスナー             | 6-7(2-7), 3-6           |
| 準優勝 | 2.  | 2019年9月29日  | 成都           | ハード        | パブロ・カレーニョ・ブスタ   | 7-6(7-5), 4-6, 6-7(3-7) |
| 準優勝 | 3.  | 2021年1月13日  | アンタルヤ     | ハード        | アレックス・デミノー         | 0-2 途中棄権            |
| 準優勝 | 4.  | 2021年2月28日  | シンガポール   | ハード (室内) | アレクセイ・ポピリン         | 6-4, 0-6, 2-6           |
| 優勝   | 1.  | 2022年2月6日   | モンペリエ     | ハード (室内) | アレクサンダー・ズベレフ     | 6-4, 6-3                |
| 準優勝 | 5.  | 2022年7月17日  | ニューポート   | 芝            | マクシム・クレシー           | 6-2, 3-6, 6-7(3-7)      |
| 準優勝 | 6.  | 2022年9月25日  | メス           | ハード (室内) | ロレンツォ・ソネゴ           | 6-7(3-7), 2-6           |
| 優勝   | 2.  | 2023年6月25日  | ハレ           | 芝            | アンドレイ・ルブレフ         | 6-3, 3-6, 6-3           |
| 優勝   | 3.  | 2023年10月22日 | アントワープ   | ハード (室内) | アルトゥール・フィス         | 6-4, 6-4                |
| 優勝   | 4.  | 2024年2月4日   | モンペリエ     | ハード (室内) | ボルナ・チョリッチ           | 5-7, 6-2, 6-3           |
| 準優勝 | 7.  | 2024年3月2日   | ドバイ         | ハード        | ウーゴ・アンベール           | 4-6, 3-6                |
| 優勝   | 5.  | 2025年6月22日  | ハレ           | 芝            | ダニール・メドベージェフ     | 6-3, 7-6(7-4)           |
| 優勝   | 6.  | 2025年7月20日  | グシュタード   | クレー        | フアン・マヌエル・セルンドロ | 6-4, 4-6, 6-3           |
| 優勝   | 7.  | 2025年7月26日  | キッツビュール | クレー        | アルトゥール・カゾー         | 6-4, 6-3                |

### ダブルス: 1回 (0勝1敗)
| 大会グレード                    |
| グランドスラム (0–1)            |
| ATPファイナルズ (0–0)           |
| ATPツアー・マスターズ1000 (0–0) |
| ATPツアー500 (0–0)              |
| ATPツアー250 (0–0)              |

| サーフェス別タイトル |
| ハード (0–0)         |
| クレー (0–1)         |
| 芝 (0–0)             |

| 結果   | No. | 決勝日        | 大会         | サーフェス | パートナー           | 対戦相手                                  | スコア             |
| ------ | --- | ------------- | ------------ | ---------- | -------------------- | ----------------------------------------- | ------------------ |
| 準優勝 | 1.  | 2021年6月13日 | 全仏オープン | クレー     | アンドレイ・ゴルベフ | ピエール＝ユーグ・エルベール ニコラ・マユ | 6-4, 6-7(1-7), 4-6 |

## 成績
略語の説明
| W | F | SF | QF | #R | RR | Q# | LQ | A | Z# | PO | G | S | B | NMS | P | NH |

W=優勝, F=準優勝, SF=ベスト4, QF=ベスト8, #R=#回戦敗退, RR=ラウンドロビン敗退, Q#=予選#回戦敗退, LQ=予選敗退, A=大会不参加, Z#=デビスカップ/BJKカップ地域ゾーン, PO=デビスカップ/BJKカッププレーオフ, G=オリンピック金メダル, S=オリンピック銀メダル, B=オリンピック銅メダル, NMS=マスターズシリーズから降格, P=開催延期, NH=開催なし.

### グランドスラム
| 大会           | 2017 | 2018 | 2019 | 2020 | 2021 | 2022 | 2023 | 2024 | 2025 | 通算成績 |
| -------------- | ---- | ---- | ---- | ---- | ---- | ---- | ---- | ---- | ---- | -------- |
| 全豪オープン   | 2R   | Q2   | Q1   | 1R   | 2R   | 2R   | 1R   | 1R   | 1R   | 3–7      |
| 全仏オープン   | Q3   | Q1   | 2R   | 2R   | 1R   | 2R   | 1R   | 2R   | QF   | 8–7      |
| ウィンブルドン | 1R   | Q2   | 1R   | NH   | 3R   | 3R   | 4R   | 3R   | 1R   | 9–7      |
| 全米オープン   | Q1   | A    | 3R   | 1R   | 2R   | 2R   | 1R   | 1R   |      | 4–6      |
| 合計           | 1–2  | 0–0  | 3–3  | 1–3  | 4–4  | 5–4  | 3–4  | 3–4  | 4–3  | 24–27    |

### 大会最高成績
| 大会                 | 成績 | 年         |
| -------------------- | ---- | ---------- |
| ATPファイナルズ      | A    | 出場なし   |
| インディアンウェルズ | 3R   | 2022, 2024 |
| マイアミ             | QF   | 2021       |
| モンテカルロ         | 2R   | 2022       |
| マドリード           | QF   | 2021       |
| ローマ               | 3R   | 2023       |
| カナダ               | 2R   | 2021       |
| シンシナティ         | 2R   | 2021       |
| 上海                 | 2R   | 2024       |
| パリ                 | 3R   | 2023       |
| オリンピック         | 1R   | 2021, 2024 |
| デビスカップ         | QF   | 2021       |
| ユナイテッド・カップ | RR   | 2023       |